# Marc-Eddy Norelia
Marc-Eddy Norelia (nacido el 5 de febrero de 1993 en Puerto Príncipe) es un jugador de baloncesto haitiano que mide 2,03 metros y juega de ala-pívot. Pertenece a la plantilla del Caen Basket Calvados de la Pro B, la segunda división francesa.

## Trayectoria
El jugador haitiano disputó cuatro temporadas en la NCAA, la liga universitaria estadounidense, la primera en la Universidad de Tulane con los Tulane Green Wave, y las tres últimas en la Florida Gulf Coast University con Florida Gulf Coast Eagles. Tras no ser drafteado en 2017, Marc-Eddy Norelia debutó profesionalmente con el Caen Basket Calvados de la LNB Pro B, segunda categoría del baloncesto francés. 
En la temporada 2019-20 juega en las filas del União Desportiva Oliveirense en la LPB portuguesa, donde disputó un total de 22 encuentros en los que promedió 16,5 puntos, con un 58% de acierto en tiros de campo, 6,5 rebotes, 1,5 asistencias y 1,3 robos de balón para una valoración de 19,3 de media.
El 30 de agosto de 2020, llega a España para jugar en las filas del Oviedo Club Baloncesto de la Liga LEB Oro, durante una temporada. Norelia firmó en la temporada 2020-21, un promedio de 12.9 puntos y 6.5 rebotes por encuentro.
El 21 de junio de 2021, firma por el Earth Friends Tokyo Z de la Segunda División de la B.League.
El 26 de julio de 2022, firma por el San Pablo Burgos de la Liga LEB Oro.
El 4 de agosto de 2023, firma por el Club Melilla Baloncesto de la LEB Oro. El 30 de diciembre de 2023, se desvincula del club melillense.
En enero de 2024 regresó al Caen Basket Calvados de la LNB Pro B, la segunda categoría del baloncesto francés.